# Блакитна мечеть (Каїр)
Мечеть Аксункур, Блакитна» мечеть — одна з відомих мечетей міста Каїру (Єгипет), яскравий взірець мамлюкської архітектури.
Мечеть Шамас ад Діна Аксункура «Блакитна мечеть» розташована в серці Ісламського Каїра — на вулиці Баб аль Вазір.

## З історії
Блакитну мечеть звели за панування мамлюків у Єгипті 1347 року. Вона правила за усипальницю Еміра Шамаса ад Діна (був зятем мамлюкського правителя Ан-Насіра Мухаммада, а також ловчим при його дворі), а також одного з синів султана Мухаммада.
Свою назву мечеть дістала завдяки блакитним ізразцям з кольоровими візернуками, що ними оздоблено внутрішнє убранство мечеті. Ці ізразці доповнили інтер'єр мечеть аж за 300 років після її зведення — у добу правління Османської імперії, і були привезені з Дамаску.
У січні 2008 року розпочались роботи з масштабної реконструкції Блакитної мечеті.

## Мінарет мечеті
Мінарет мечеті був відреставрований на початку 20-го століття і має риси, які рідко зустрічаються в мінаретах Єгипту. Спочатку він складався з чотирьох поверхів, нині залишилося лише три:
- перший ярус, простий і круглий, він піднімається від квадратної основи;
- другий також круглий і ребристий;
- третій відкритий, восьмикутний і несе на собі конструкцію у вигляді цибулини.

Оригінальний мінарет Аксункур і прямокутний мінарет Аль-Гурі є єдиними задокументованими чотириповерховими мінаретами в Каїрі. Він мав винятковий вид на вулицю, це було піддано багатьом ілюстраціям, що показували чотири поверхи замість звичайних трьох.

## Галерея

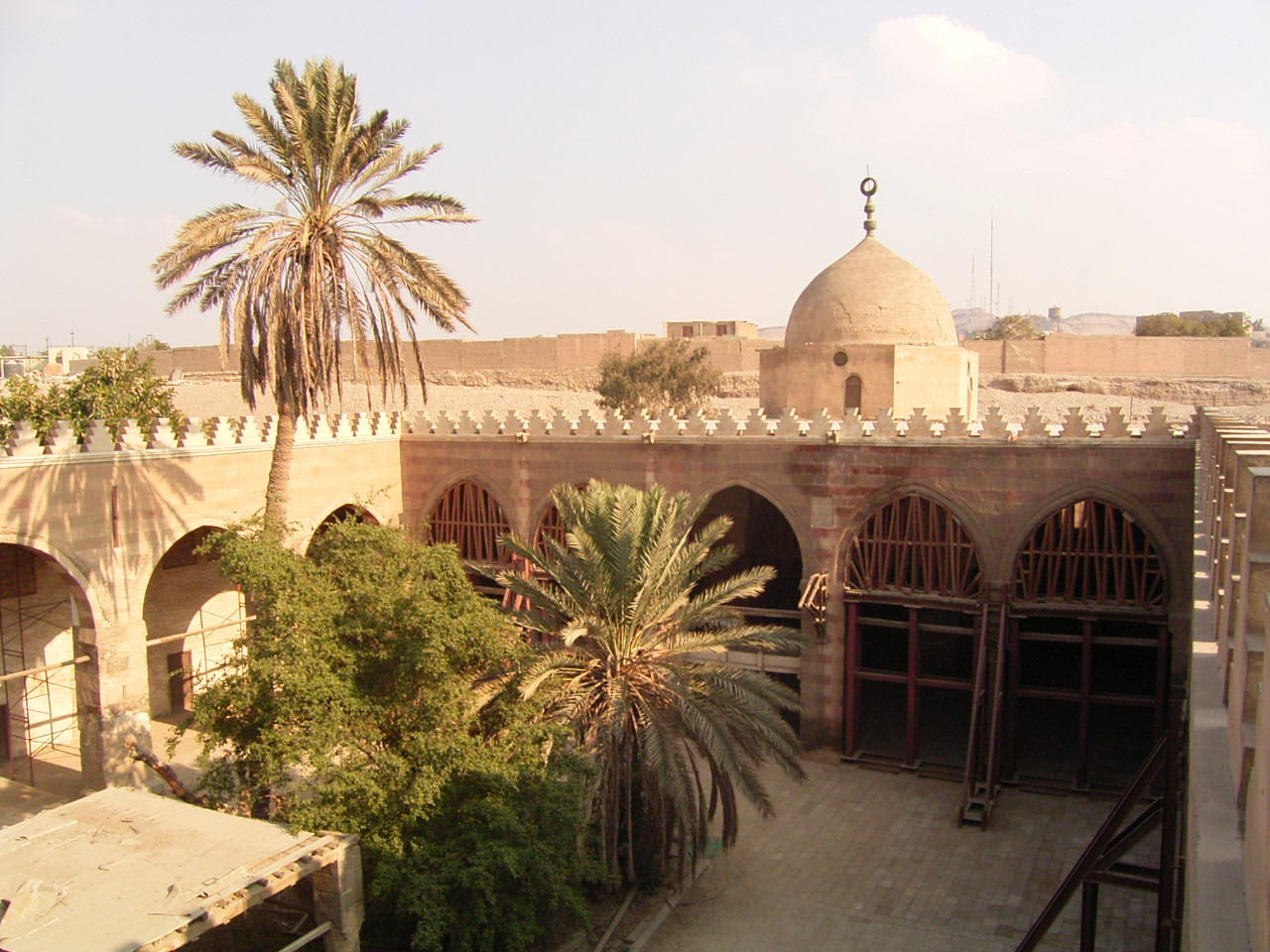
Частина внутрішнього двору
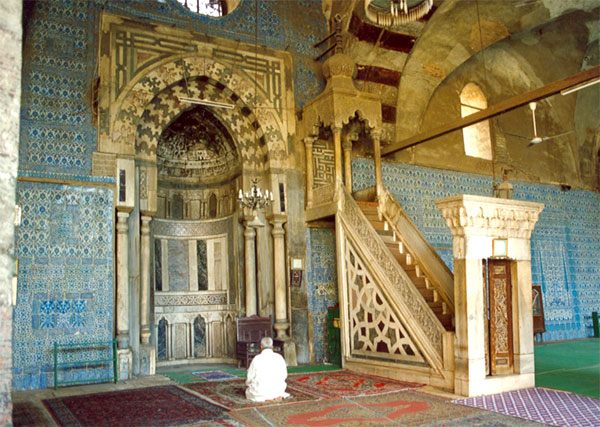
Усередині мечеті — колір облицювальних ізразців інтер'єру «подарував» храмові його народну назву
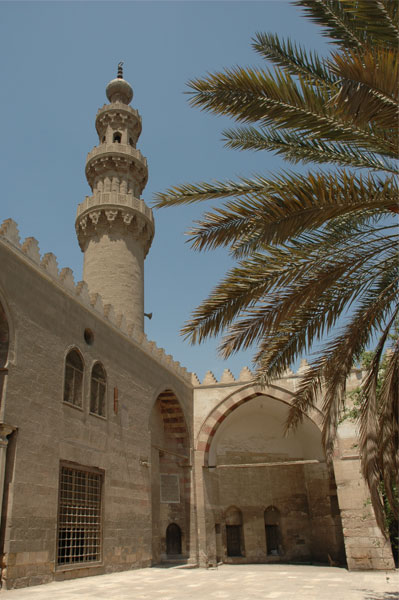
Фрагмент комплексу
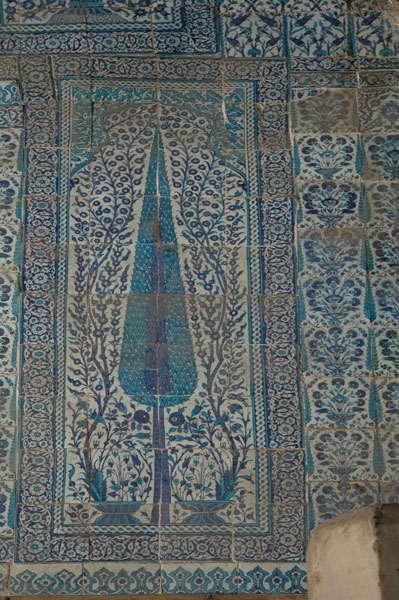
Фрагмент внутрішного оформлення